# Brian Johnson (Spezialeffektkünstler)
Brian Johnson, geboren als Brian Johncock (* September 1939 in Surrey, England) ist ein britischer Spezialeffektkünstler. Er erhielt 1980 für Alien – Das unheimliche Wesen aus einer fremden Welt den Oscar in der Kategorie Beste visuelle Effekte und 1981 für Das Imperium schlägt zurück den Oscar in der Kategorie Special Achievement Award.

## Leben
Seine erste Arbeitsstelle war bei der Cement and Concrete Research Association in Wexham Springs. 1957 nahm er eine Stelle beim Spezialeffektunternehmen Anglo Scottish Pictures in Shepperton an, die ihm der Spezialeffektkünstler Les Bowie anbot. Danach leistete er seinen Militärdienst bei der Royal Air Force ab, wo er an Instrumentenlandesystemen arbeitete. Nach dem Ende seines Militärdienstes traf er Les Bowie wieder und arbeitete für ihn als Spezialeffekt-Techniker an den Spielfilmen Der Tag, an dem die Erde Feuer fing und Das Rätsel der unheimlichen Maske.
Anschließend wechselte er zu AP Films, wo er an britischen Fernsehserien wie Supercar und Thunderbirds beteiligt war. Danach war er in 2001: Odyssee im Weltraum für die Modelle der Mondbasis verantwortlich.  Anschließend ging er zurück zu Gerry Andersons Filmfirma AP Films, um an Filmen wie The Day After Tomorrow - Into Infinity  und der Fernsehserie Mondbasis Alpha 1 zu arbeiten. Während der Dreharbeiten zur Fernsehserie Mondbasis Alpha 1 bekam Brian Johnson Besuch von George Lucas. Er zeigte sich von Brian Johnsons Arbeiten sehr beeindruckt und wollte ihn für Krieg der Sterne anwerben. Aufgrund seiner vertraglichen Verpflichtungen mit Gerry Anderson kam es aber erst mit Das Imperium schlägt zurück zu einer Zusammenarbeit mit George Lucas.
Im Jahr 1979 war er an dem Science-Fiction-Film Alien – Das unheimliche Wesen aus einer fremden Welt beteiligt, für den er 1980 gemeinsam mit Nick Allder, Dennis Ayling, HR Giger und Carlo Rambaldi mit dem  Oscar für die beste visuellen Effekte ausgezeichnet wurde. Im Folgejahr bekam er seinen zweiten Oscar, als er gemeinsam mit Richard Edlund, Dennis Muren und Bruce Nicholson für die Arbeit an Das Imperium schlägt zurück in der Kategorie Special Achievement Award ausgezeichnet wurde. 1982 wurde er gemeinsam mit Dennis Muren, Phil Tippett und Ken Ralston für die visuellen Effekte von Der Drachentöter ein drittes Mal für den Oscar nominiert, erhielt den Preis aber in diesem Jahr nicht. In den folgenden Jahren arbeitete er an vielen weiteren bekannten Filmen wie Die unendliche Geschichte, Aliens – Die Rückkehr und Dragonheart.

## Filmografie (Spezialeffekte)
- 1957: Feinde aus dem Nichts (Quatermass 2)
- 1961: Der Tag, an dem die Erde Feuer fing (The Day the Earth Caught Fire)
- 1962: Das Rätsel der unheimlichen Maske (The Phantom of the Opera)
- 1963: Der Kuß des Vampirs (The Kiss of the Vampire)
- 1968: 2001: Odyssee im Weltraum (2001: A Space Odyssey)
- 1969: Banditen auf dem Mond (Moon Zero Two)
- 1970: Als Dinosaurier die Erde beherrschten (When Dinosaurs Ruled the Earth)
- 1970: Wie schmeckt das Blut von Dracula? (Taste the Blood of Dracula)
- 1975–1977: Mondbasis Alpha 1 (48 Episoden) (Space: 1999)
- 1975/1979: Alien Attack – Die Außerirdischen schlagen zurück (Alien Attack)
- 1975/1982: Black Sun – Der Todesplanet greift an (Journey Through the Black Sun)
- 1976: Spazio: 1999 (italienische Kinofilmversion von Mondbasis Alpha 1)
- 1976: The Day After Tomorrow - Into Infinity
- 1976/1982: Cosmic Princess
- 1977/1978: Angriff auf Alpha 1 (Destination Moonbase Alpha)
- 1977: The Glitterball
- 1978: Der Schrecken der Medusa (The Medusa Touch)
- 1978: Inspector Clouseau – Der irre Flic mit dem heißen Blick (Revenge of the Pink Panther)
- 1979: Alien – Das unheimliche Wesen aus einer fremden Welt (Alien)
- 1980: Das Imperium schlägt zurück (Star Wars: Episode V - The Empire Strikes Back)
- 1981: Der Drachentöter (Dragonslayer)
- 1983: The Pirates of Penzance
- 1984: Die unendliche Geschichte
- 1985: Spione wie wir (Spies Like Us)
- 1986: Aliens – Die Rückkehr (Aliens)
- 1989: Slipstream
- 1994: Highlander III – Die Legende (Highlander III: The Sorcerer)
- 1996: Dragonheart
- 1996: Space Truckers
- 2006: Scragg n Bones